# Trichocerca plaka
Trichocerca plaka is een raderdiertjessoort uit de familie Trichocercidae. De wetenschappelijke naam van deze soort is voor het eerst geldig gepubliceerd in 1938 door Myers.